# Люберадз
Люберадз (пол. Luberadz) — село в Польщі, у гміні Ойжень Цехановського повіту Мазовецького воєводства.
Населення — 209 осіб (2011).
У 1975-1998 роках село належало до Цехановського воєводства.

## Демографія
Демографічна структура станом на 31 березня 2011 року:
|          | Загалом | Допрацездатний вік | Працездатний вік | Постпрацездатний вік |
| -------- | ------- | ------------------ | ---------------- | -------------------- |
| Чоловіки | 107     | 28                 | 63               | 16                   |
| Жінки    | 102     | 29                 | 45               | 28                   |
| Разом    | 209     | 57                 | 108              | 44                   |